# حوادث حج

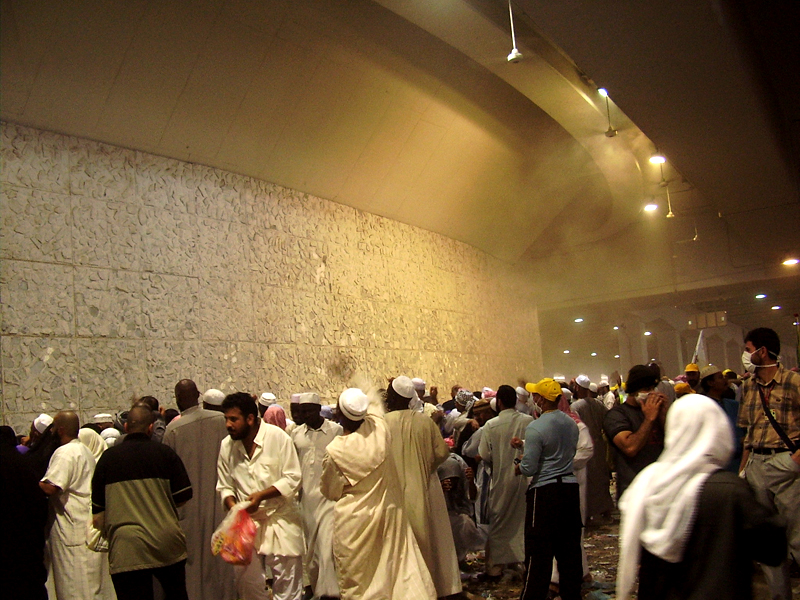
سنگ زدن به شیطان سال 2006

حوادث حج به رویدادهای ناگوار به‌هنگام حج گفته می‌شود.

در طول سال‌ها رخدادهای متعددی در مدت زمان حج روی داده‌است، حج زمانی‌ست که بسیاری از مسلمانان به زیارت کعبه می‌روند. این حوادث منجر به از دست رفتن جان‌های زیادی شده‌است. در صورت تَمَکُن هر مسلمان، او می‌بایستی حج را به جا بیاورد و این جزو ارکان اصلی اسلام است.

## فهرست حوادث
- کشتار حجاج در مکه /۹ مرداد ۱۳۶۶(۳۱ جولای ۱۹۸۷) به کشته شدن حجاج عمدتاً ایرانی که به شعارهای موسوم به «اعلان برائت از مشرکین» در طول مناسک حج واجب پرداخته‌بودند، اشاره دارد
- فاجعه منا ۱۳۶۹/ ۱۹۹۰ میلادی؛ پس از خرابی سیستم تهویه، به سبب خفگی، ۱۴۲۶ تن از زیارت‌کنندگان درگذشتند.
- کشتار حاجیان در مکه (۱۳۶۶)
- فاجعه منا ۱۳۷۳/ ۱۹۹۴ میلادی؛ در ازدحام هنگام رمی جمرات، ۲۷۰ تن از زیارت‌کنندگان درگذشتند.
- ۱۹۹۸ میلادی؛ در شلوغی هنگام رمی جمرات، بیش از ۱۱۸ تن از زیارت‌کنندگان کشته و بیش از ۱۸۰ نفر مجروح شدند.
- ۲۰۰۱ میلادی؛ در هنگام رمی جمرات به دلیل ازدحام، ۳۵ تن از زیارت‌کنندگان درگذشتند.
- ۲۰۰۳ میلادی؛ ۱۴ تن از زیارت‌کنندگان در شلوغی رمی جمرات درگذشتند.
- ۲۰۰۴ میلادی؛ در ازدحام رمی جمرات، ۲۵۱ تن از زیارت‌کنندگان جان باختند.
- ۲۰۰۵ میلادی؛ ۳ تن از زیارت‌کنندگان در شلوغی رمی جمرات کشته شدند.
- ۲۰۰۶ میلادی؛ در هنگام رمی جمرات در منا ۳۶۴ تن از زیارت‌کنندگان درگذشتند.[۱]
- ۲۰۱۵ میلادی ؛ سقوط یک دستگاه جرثقیل در محوطهٔ مسجدالحرام باعث کشته‌شدن ۱۰۷ تن از زیارت‌کنندگان و مجروح‌شدن ۲۳۸ نفر شده‌است.[۲]
- فاجعه منا (۱۳۹۴)/ ۲۰۱۵ میلادی؛ ازدحام حجاج در منا، به تخمین گزارش خبرگزاری‌های مختلف، از ۷۶۹ تا بیش از ۴۱۰۰ تن از زیارت‌کنندگان کشته شدند.[۳]
- ۲۰۲۴ میلادی؛ تنها در عرض ۵ روز، بیش از ۱۳۰۰ نفر از گرما تلف شدند. (فاجعه گرمازدگی در حج (۱۴۰۳))